# 欣德·宾特·马克图姆·本·朱马·阿勒马克图姆
欣德·宾特·马克图姆·本·朱马·阿勒马克图姆（英語：Hind bint Maktoum bin Juma Al Maktoum，1962年2月12日—）是迪拜酋长，穆罕默德·本·拉希德·阿勒马克图姆的正室，1979年4月26日，年僅17岁的海德便嫁给了迪拜酋长。她和酋长育有5个儿子和7个女儿。